# Craneopsis flavostriata
Craneopsis flavostriata är en insektsart som beskrevs av Willemse, C. 1933. Craneopsis flavostriata ingår i släktet Craneopsis och familjen gräshoppor. Inga underarter finns listade i Catalogue of Life.